# Sorelle Molyneux
Wendy Molyneux e Lizzie Molyneux-Logelin, note collettivamente come le sorelle Molyneux, sono sceneggiatrici e produttrici televisive di nazionalità statunitense.

## Carriera
Le sorelle Molyneux sono parte del team di sceneggiatori di Bob's Burgers dal 2011, vincendo un Primetime Emmy e un Annie Award nel 2017 per l'episodio "The Hormone-iums". Insieme a Minty Lewis, hanno co-creato The Great North, debuttato nel 2021. Nel 2020, è stato annunciato che avrebbero collaborato alla sceneggiatura di Deadpool & Wolverine (MCU), ma il loro contributo non è stato accreditato nel film.
Originariamente dell'Indiana, le sorelle Molyneux sono cresciute nel sud della California. Wendy, laureata al Pomona College nel 1997, è sposata con lo scrittore Jeff Drake e madre di quattro figli. Lizzie è sposata con lo scrittore Matthew Logelin e ha tre figli.

## Filmografia

### Cinema

#### Sceneggiatori
- Invitati per forza (The People We Hate at the Wedding) (2022)

#### Ruoli non accreditati
- Deadpool & Wolverine (2024) (scrittori di materiale letterario aggiuntivo) [4]
- The Union (2024) (scrittori di materiale letterario aggiuntivo) [5]

#### Produttori
- Bob's Burgers – Il film (The Bob's Burgers Movie) (2022)

### Televisione

#### Sceneggiatori
- The Megan Mullally Show (2006)
- Bob's Burgers (2011 - in corso)
- Nerd Herd (2015)
- Nick Offerman & Megan Mullally: Summer of 69: No Apostrophe (2017)
- The Great North (2021 - in corso)

#### Produttori
- Point View Terrace (2008)
- Bob's Burgers (2011 - in corso)
- Nerd Herd (2015)
- The Great North (2021 - in corso)